# 巴黎第三区
巴黎第三区是法国首都巴黎市的20个区之一。该区位于塞纳河右岸，面积1.171km²，是巴黎市第二小的区。
该区包括中世纪风格的玛莱区北面较安静的部分（玛莱区较活跃的南部，包括巴黎的同性恋区，属于第四区）。巴黎保存至今最古老的私人房屋，建于1407年，位于第三区的蒙莫朗西路（rue de Montmorency）。
虽然小但是扩展迅速的中国城，居住着来自中国浙江温州的移民，聚居在市长路（rue au Maire）。附近是国立巴黎工艺技术学院，坐落在中世纪Saint-Martin-des-Champs小修道院中。

## 人口

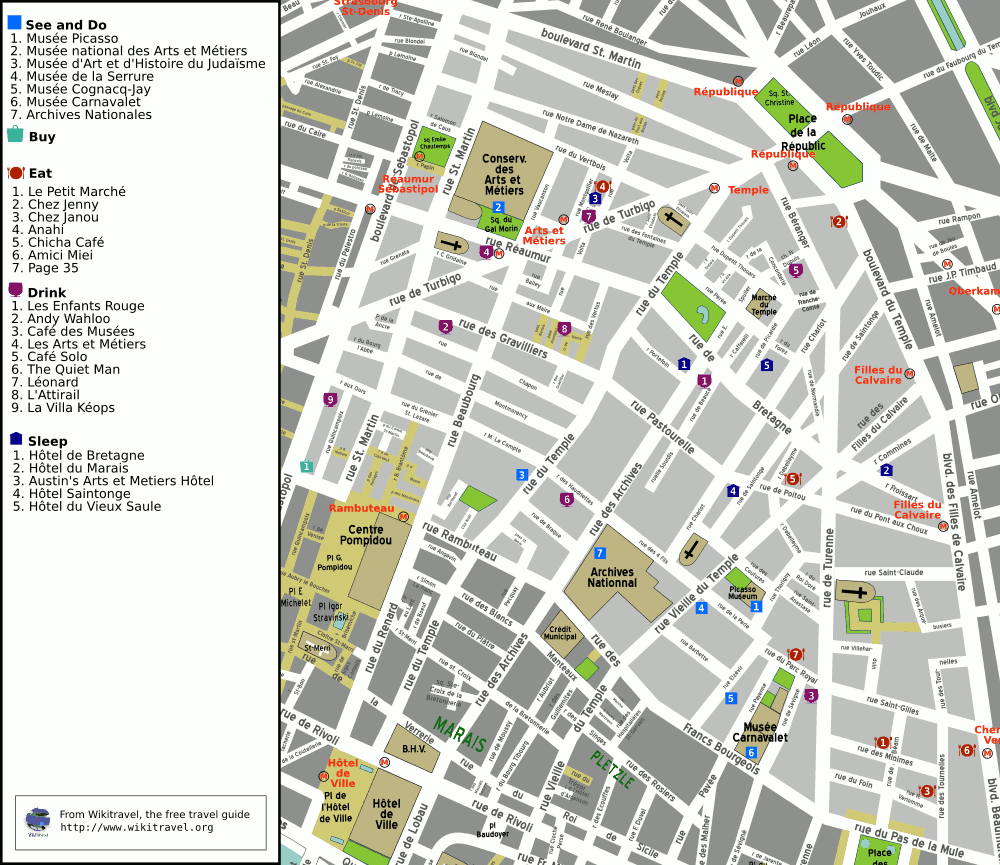
巴黎第三区地图

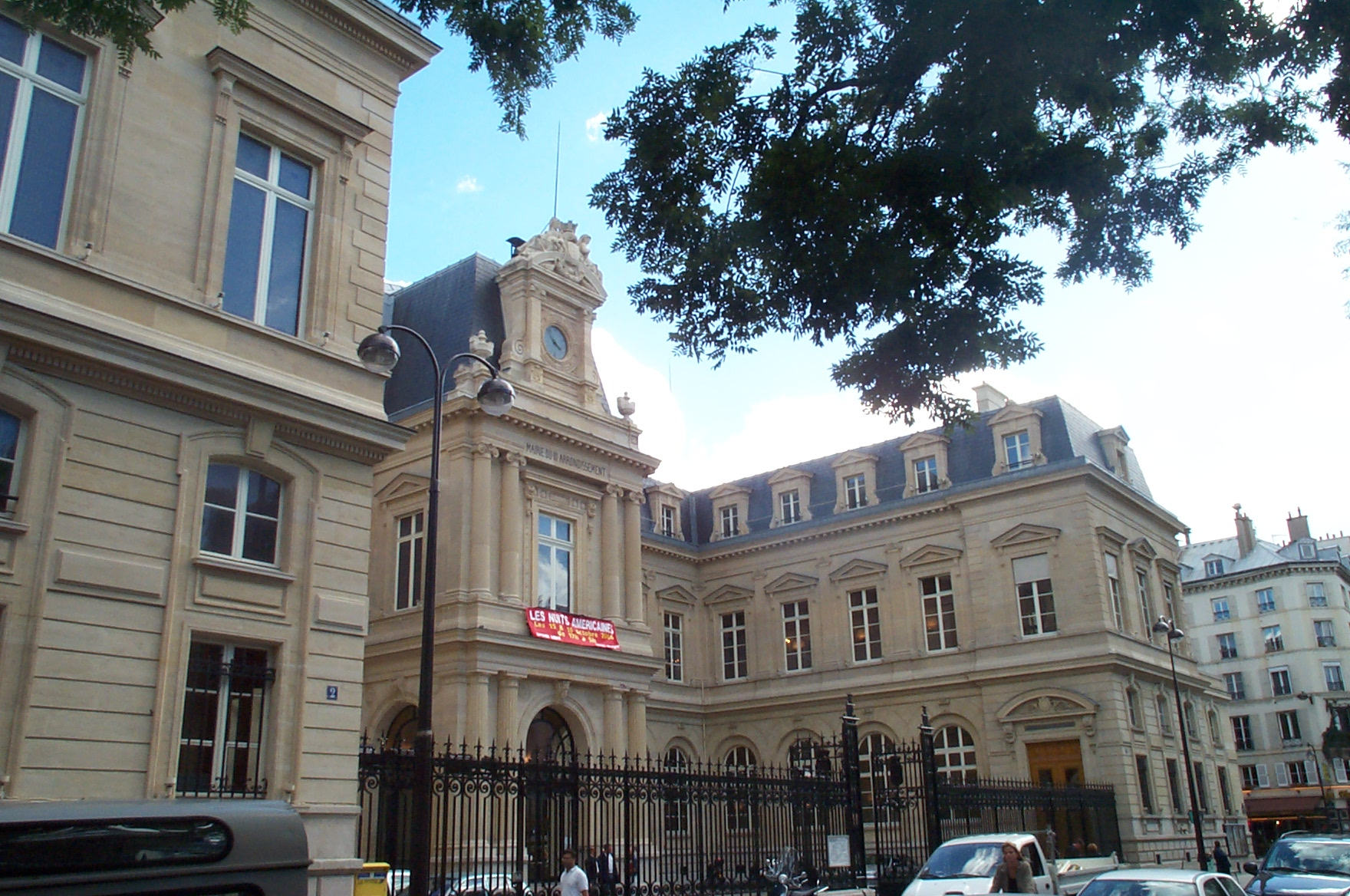
市政厅

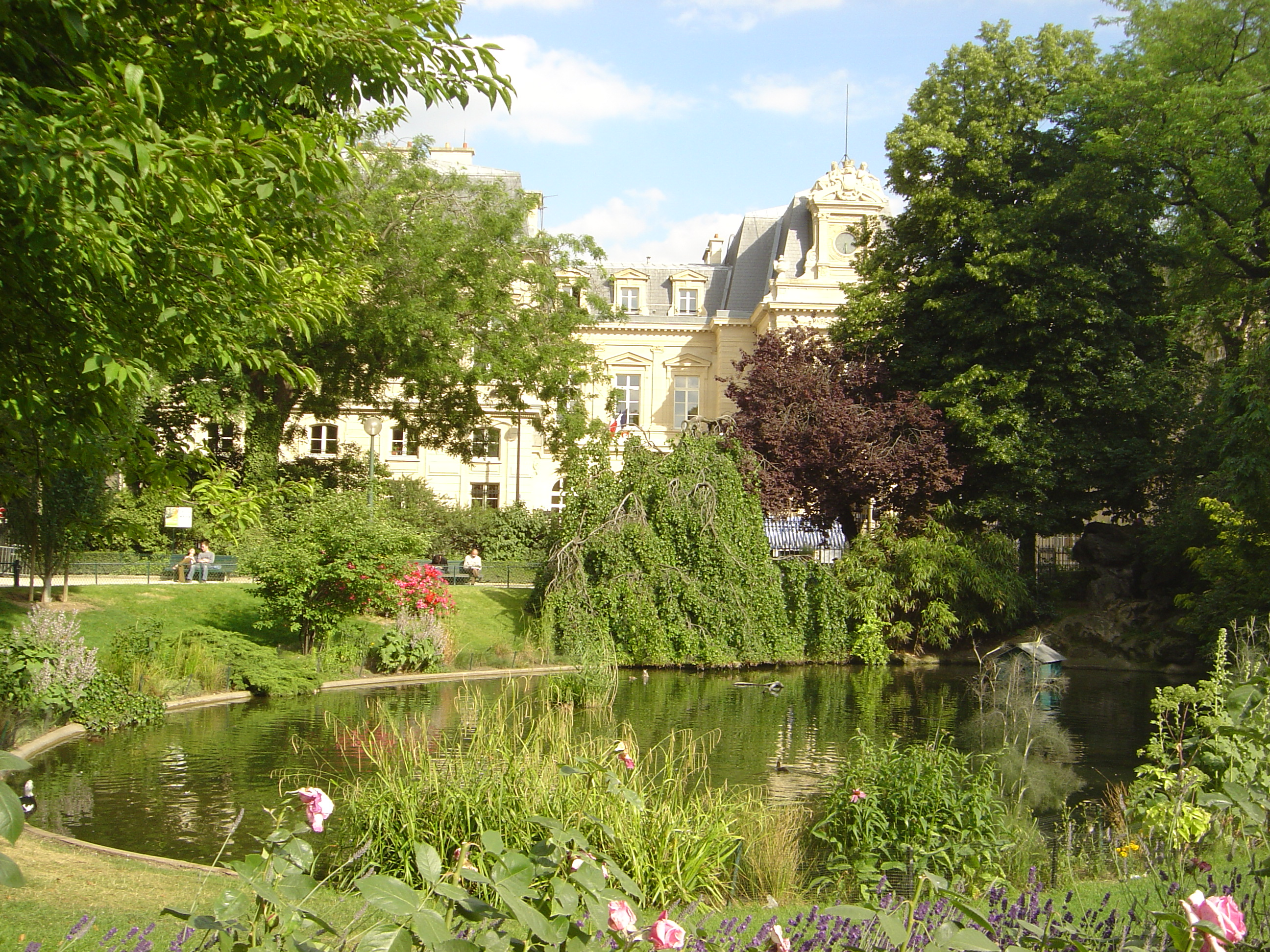
圣殿广场（Square du Temple）

该区的人口峰值在1860年区划调整之前。1999年，该区人口为34,248人，工作岗位 29,723个。

### 历史上的人口
| 年份   | 人口   | 人口密度 人每平方公里 |
| ------ | ------ | --------------------- |
| 1861年 | 9,9116 | 8,4642                |
| 1872年 | 8,9687 | 7,6656                |
| 1954年 | 6,5312 | 5,5822                |
| 1962年 | 6,2680 | 5,3527                |
| 1968年 | 5,6252 | 4,8038                |
| 1975年 | 4,1706 | 3,5616                |
| 1982年 | 3,6094 | 3,0823                |
| 1990年 | 3,5102 | 2,9976                |
| 1999年 | 3,4248 | 2,9247                |
| 2005年 | 3,5100 | 2,9974                |

人口峰值出现于1860年区划调整以前。

## 名胜
- 玛莱区 部分位于第四区
- 孚日广场北部
- 国立巴黎工艺技术学院（Conservatoire National des Arts et Métiers）
- 国立工艺博物馆（Musée des Arts et Métiers）
- 苏比兹宅邸（Hôtel de Soubise）
- 旧圣殿塔堡垒及监狱，今日的圣殿市场
- 历史文物博物馆（Carnavalet）
- 巴黎人道教礼拜堂
- 圣尼各老堂 (巴黎第三区)
- 圣伊撒伯尔堂 (巴黎)